# Hugo Dörle
Hugo Dörle (* 29. Dezember 1859 in Neuhausen; † 30. Mai 1926 in Baden-Baden) war ein deutscher Jurist und Verwaltungsbeamter.

## Leben
Nach Schulbesuch und Abitur in Baden-Baden studierte Dörle 1879 bis 1883 Rechtswissenschaften an der Albert-Ludwigs-Universität Freiburg. 
1884 bis 1886 war er als Volontär bei diversen Amtsgerichten sowie den Landgerichten in Offenburg und Karlsruhe tätig. Anschließend arbeitete er bis 1889 in untergeordneter Position bei verschiedenen badischen Bezirksämtern und 1890/91 als Sekretär beim Verwaltungsgerichtshofes in Karlsruhe. 1891 bis 1894 wirkte er beim Bezirksamt Rastatt als Amtmann und wechselte in diese Funktion Anfang 1894 zum Bezirksamt Pfullendorf. Dort wurde er noch im gleichen Jahr Amtsvorstand und Oberamtmann. Von 1899 bis 1904 nahm er diese Aufgabe dann im Bezirksamt Engen und von 1904 bis 1911 im Bezirksamt Mosbach wahr. Schließlich wurde er 1911 Oberamtmann im Bezirksamt Lörrach. 
Im März 1919 kam es in Lörrach wegen Problemen in der Lebensmittelversorgung zu Unruhen in deren Verlauf der Volksrat und die Erwerbslosenkommission beklagten, dass „Wucher und Korruption, Schieber und Kriegsgewinnler“ von den Behörden nicht energisch bekämpft würden. Im Juni 1919 wurde Dörle angesichts der „erregten Stimmung“ unter der Arbeiterschaft aus gesundheitlichen Gründen für dienstbehindert erklärt. Kurz darauf bat Dörle nicht mehr in der Bezirksverwaltung eingesetzt zu werden. Leopold Gräser wurde sein Nachfolger in Lörrach.
Dörle wurde 1919 Kollegialmitglied des badischen Verwaltungsgerichtshofes in Karlsruhe und in dieser Funktion 1921 zum Oberregierungsrat befördert. Zum 1. März 1924 wurde er aufgrund der Personal-Abbau-Verordnung in den einstweiligen Ruhestand und zum Jahresende in den definitiven Ruhestand versetzt.

## Ehrungen
1902 erhielt er das Ritterkreuz 1. Klasse des Ordens vom Zähringer Löwen und 1912 jenes mit Eichenlaub. Ebenfalls 1902 bekam er die badische Jubiläums-Medaille. 
1909 wurde ihm der preußische Kronenorden 3. Klasse und 1917 das preußische Verdienstkreuz für Kriegshilfe verliehen.